# Hội đồng Tôn vương Campuchia
Hội đồng Tôn vương Vương thất Campuchia (tiếng Khmer: ក្រុមប្រឹក្សារាជបល្ល័ង្គ) là Hội đồng gồm 9 thành viên chịu trách nhiệm về việc lựa chọn Quốc vương Campuchia. Hội đồng được thành lập theo Hiến pháp ngày 24/9/1993, Quốc vương có quyền trị vì nhưng không nắm quyền và lựa chọn người kế vị. 9 thành viên của Hội đồng bao gồm: Thủ tướng, Chủ tịch Thượng viện, Chủ tịch Quốc hội, Phó Chủ tịch thứ nhất và thứ hai của Quốc hội, Phó Chủ tịch thứ nhất và thứ hai Thượng viện, và 2 lãnh đạo tôn giáo (tăng thống các hệ phái Mahanikay và Thammayut). Hội đồng không hoạt động kể từ năm 1993, tới năm 2004 Hội đồng mới hoạt động trở lại trong việc đưa Norodom Sihamoni trở thành Quốc vương. Việc lựa chọn thông qua bỏ phiếu biểu quyết của 9 thành viên Hội đồng.

## Thành viên hiện tại
- Hun Sen
- Heng Samrin
- Chea Sim
- Kem Sokha
- Khuon Sodary
- Say Chhum
- Tep Ngorn
- Tep Vong
- Bour Kry

## Quốc vương được lựa chọn thông qua Hội đồng
- Norodom Sihanouk (24/9/1993)
- Norodom Sihamoni (14/10/2004)[2]